# Сабалос
Сабало́с (фр. Sabalos, окс. Sabalòs) — коммуна во Франции, находится в регионе Юг — Пиренеи. Департамент — Верхние Пиренеи. Входит в состав кантона Пуйастрюк. Округ коммуны — Тарб.
Код INSEE коммуны — 65380.

## География

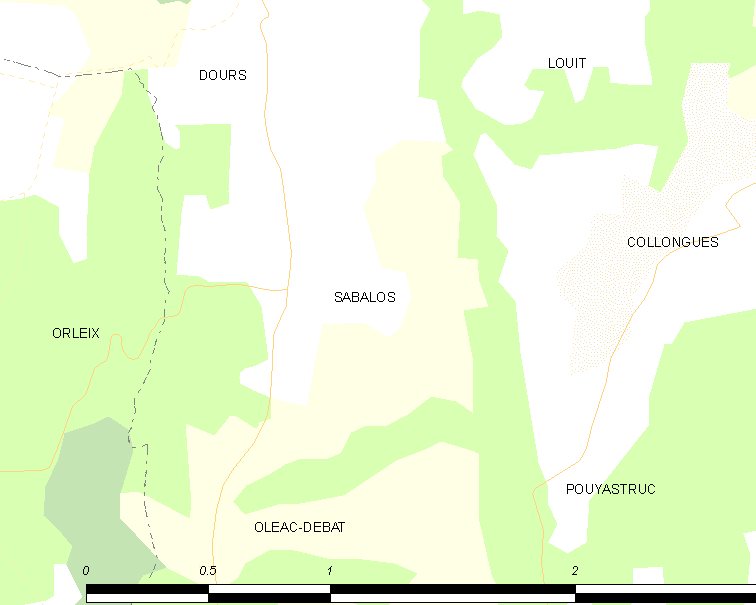
Карта коммуны

Коммуна расположена приблизительно в 650 км к югу от Парижа, в 115 км западнее Тулузы, в 9 км к северо-востоку от Тарба.
Коммуна расположена в местности Бигорр. По территории коммуны протекает река Лулес (фр. Loulès).

## Климат
Климат умеренно-океанический с солнечной тёплой погодой и обильными осадками на протяжении практически всего года.

## Население
Население коммуны на 2010 год составляло 147 человек.
| 1962 | 1968 | 1975 | 1982 | 1990 | 1999 | 2010 |
| ---- | ---- | ---- | ---- | ---- | ---- | ---- |
| 105  | 80   | 72   | 104  | 119  | 106  | 147  |

## Администрация
| Период | Период | Фамилия           | Партия | Примечания |
| ------ | ------ | ----------------- | ------ | ---------- |
| 2001   | 2009   | Альбер Да Сильва  |        |            |
| 2009   | 2014   | Жан-Франсуа Сенак |        |            |
| 2014   | 2020   | Дидье Массе       |        |            |

## Экономика
В 2010 году среди 96 человек трудоспособного возраста (15-64 лет) 72 были экономически активными, 24 — неактивными (показатель активности — 75,0 %, в 1999 году было 75,7 %). Из 72 активных жителей работали 66 человек (39 мужчин и 27 женщин), безработных было 6 (2 мужчин и 4 женщины). Среди 24 неактивных 6 человек были учениками или студентами, 10 — пенсионерами, 8 были неактивными по другим причинам.

## Фотогалерея

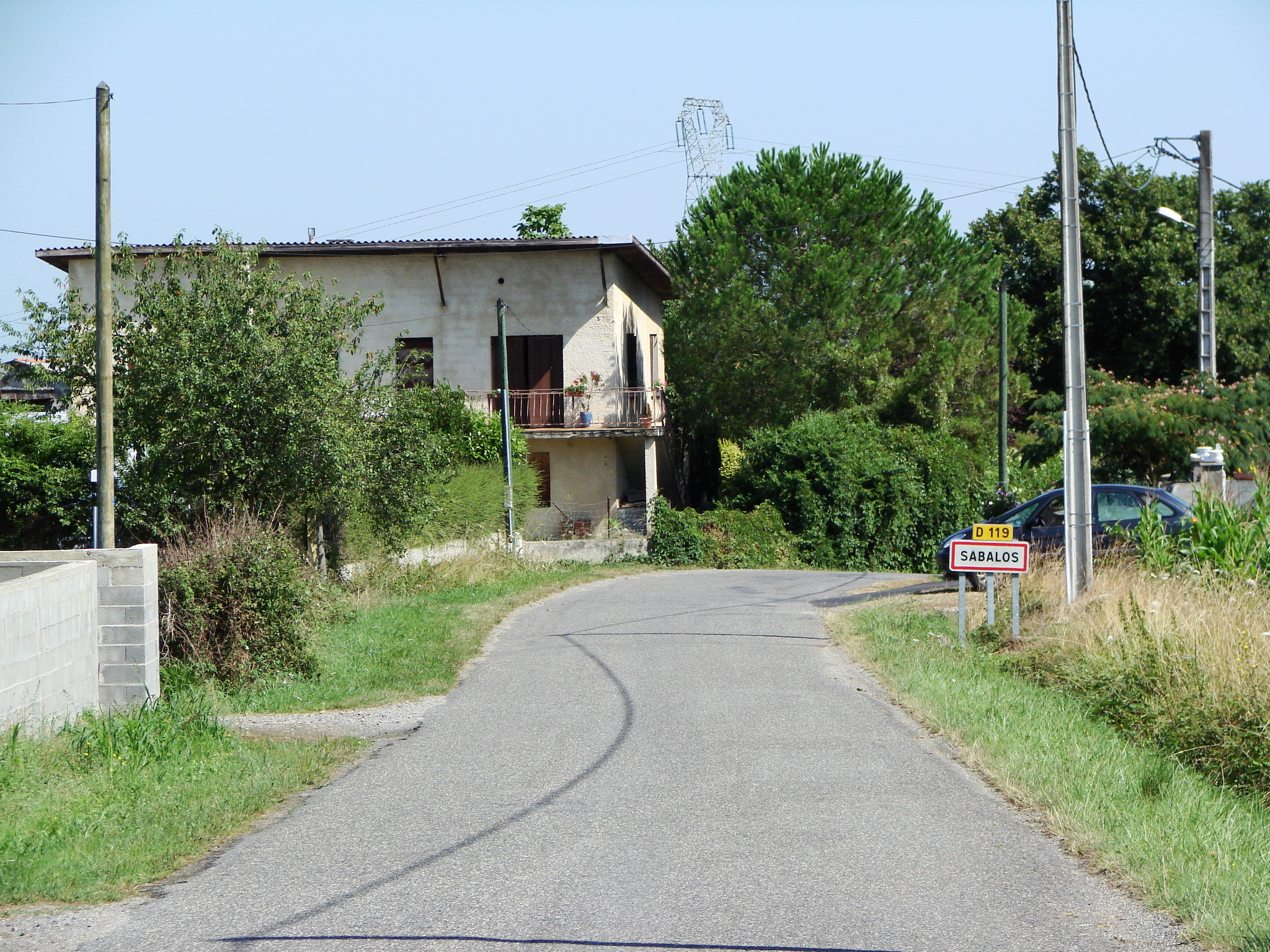
Въезд в Сабалос
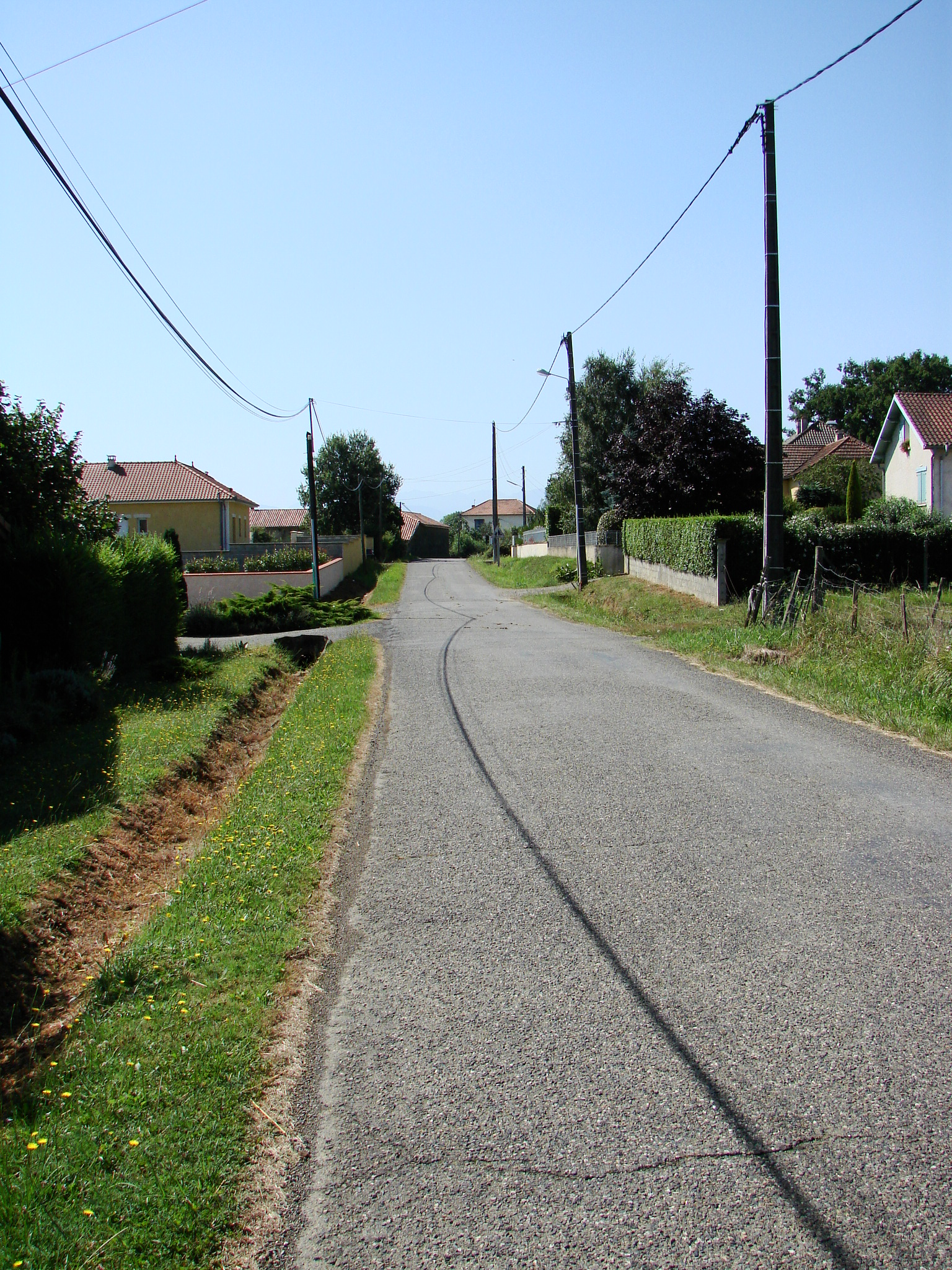
Сабалос
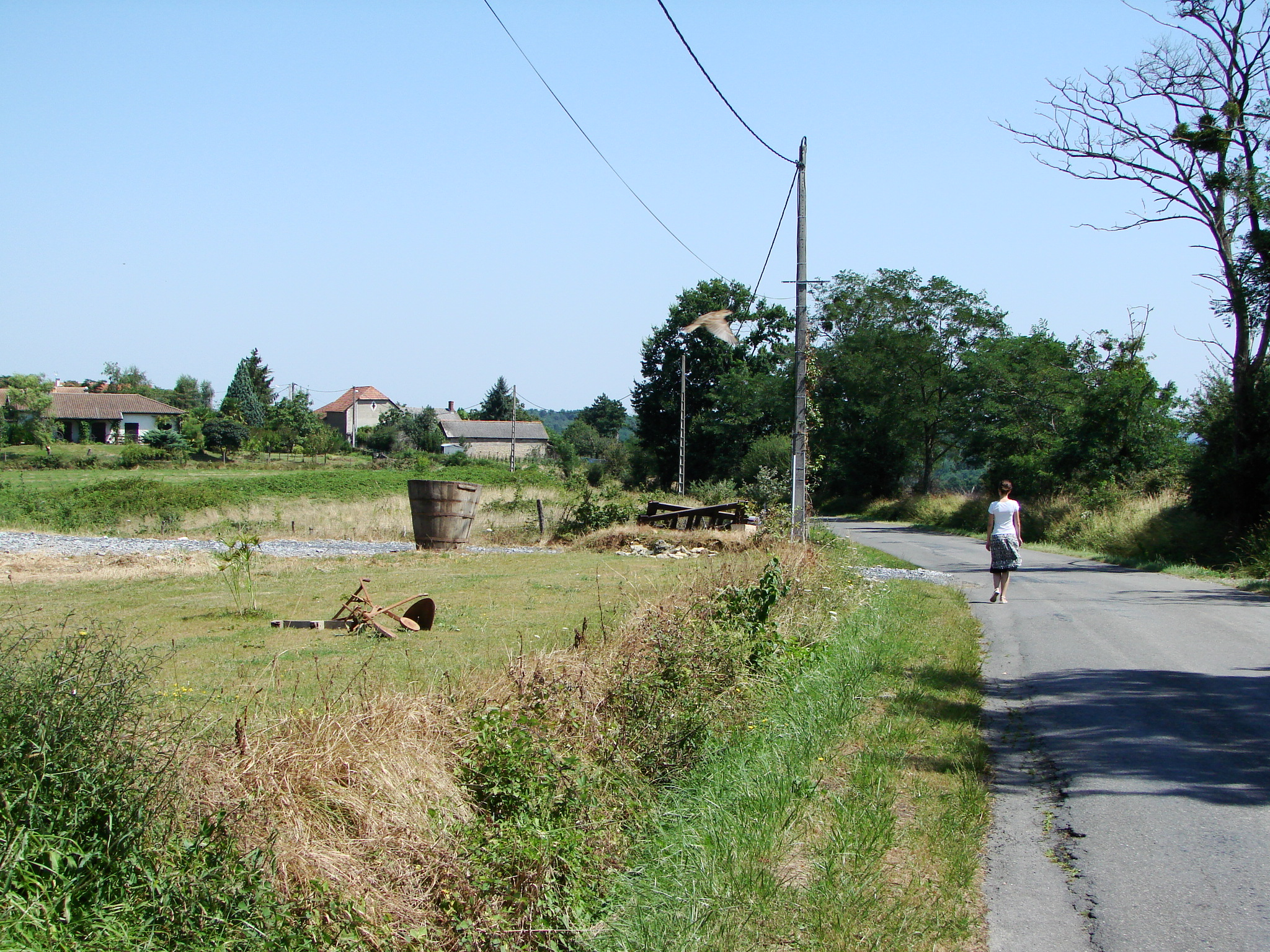
Сабалос
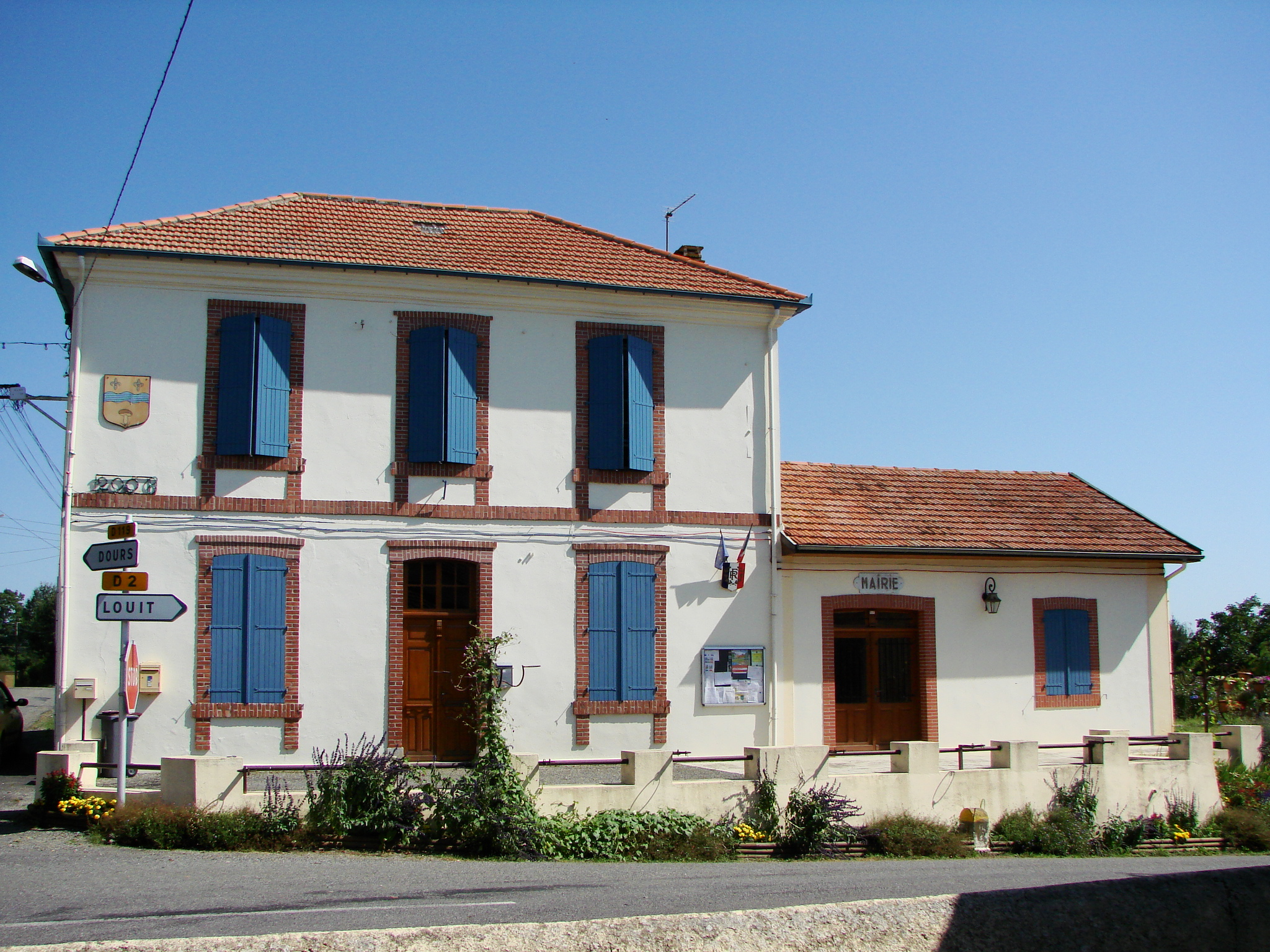
Мэрия
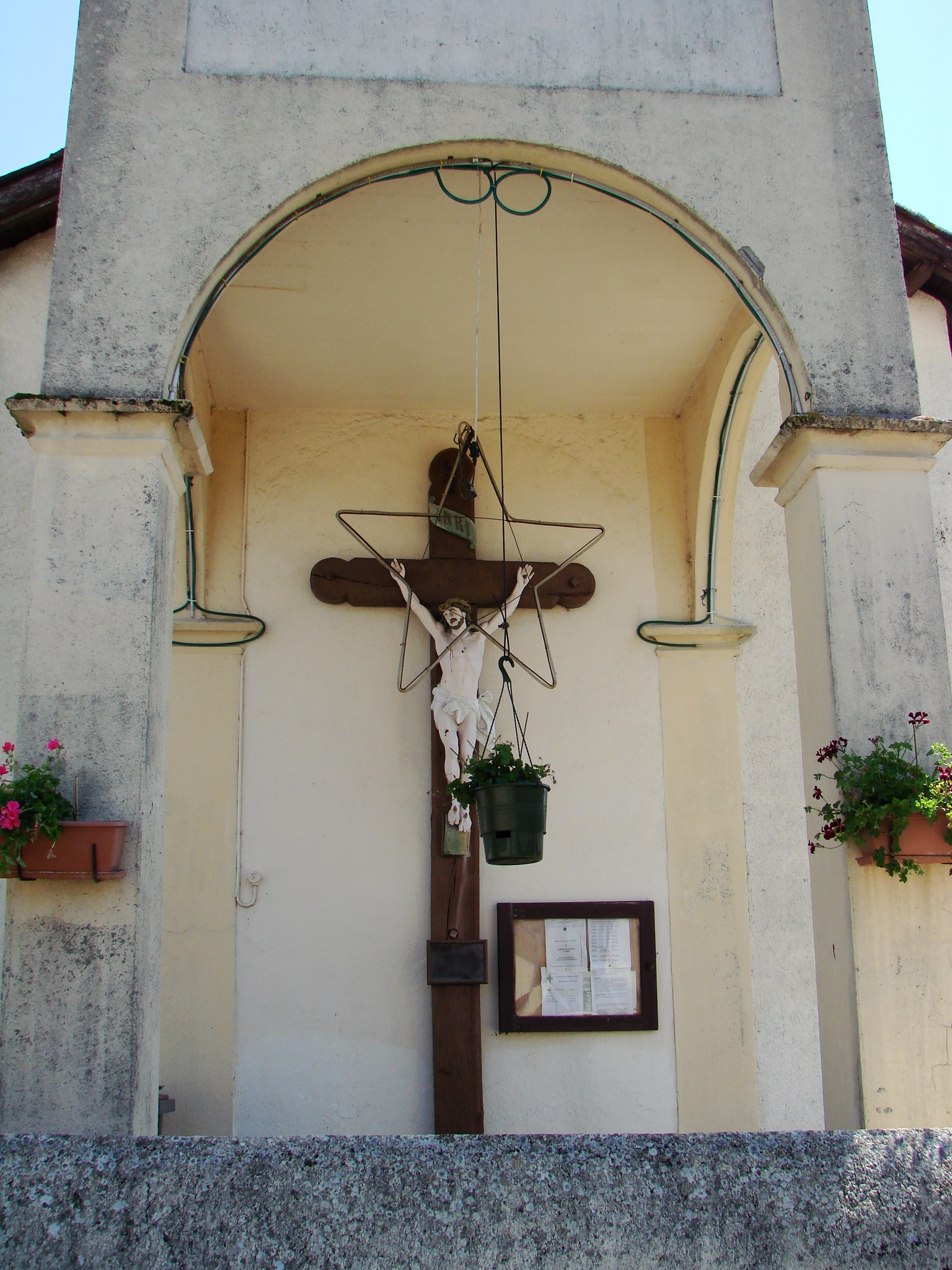
Крест в церкви